# Julius Möllendorf
Julius Möllendorf (Kyritz, 25 september 1821 – Potsdam, 29 januari 1895) was een Duits componist en militaire muzikant. 

## Levensloop
Möllendorf was een koninklijk Pruisisch ambtenaar in Potsdam en werd aldaar later bevorderd tot ambtenaar bij het kantongerecht. Als componist werd hij bekend met zijn in 1846 geschreven Parademarsch Nr.1, die in Duitsland naar de achternaam van de componist ook als Möllendorfer Parademarsch Nr. 1 bekend is. Deze mars was presenteermars voor twee regimenten, namelijk van het 1e Württembergisch lansier-regiment "Koning Karl" in Ulm alsook van het 1e Beierse lansier-regiment "Keizer Wilhelm II van Duitsland" in Bamberg. 

## Media
- Gemeinsame Normdatei: 1146319657
- Nationale Bibliotheek van Letland: 000346906
- MusicBrainz: c77fec4a-6a84-49dc-85d3-8683cd9ac75b
- Virtual International Authority File: 218839102
- WorldCat: E39PBJtgY3PCPTpvCVRqMMFVG3